# レヴァン・ツィンツァゼ (脚本家)
レヴァン・ツィンツァゼ（グルジア語: ლევან ცინცაძე、グルジア語ラテン翻字: Levan Tsintsadze、1931年2月10日 – 2002年1月24日）は、ジョージアの脚本家。

## 生涯
1931年に誕生。1956年にトビリシ国立大学新聞学部を卒業。1955年から1959年まで複数の新聞社で編集に関わった。1959年から1961年までは映画スタジオにて歴史ドキュメンタリーやポピュラーサイエンス分野の編集に携わり、続いて記録室長（1961年–1966年）、副所長（1966年–1967年）を務めた。1967年から1990年までは雑誌『人と法』で作家および編集者となり、また歴史映画作品の脚本および監督をした。1979年にジョージア文化功労章を受章。

## 作品
ツィンツァゼは以下の映画作品の脚本を作成した。
- 『言葉とは何か』（1968年） - ドキュメンタリー
- 『メラブ・ベルゼニシヴィリ』（1976年） - ドキュメンタリー
- 『自由への道は…？』（1992年） - ドキュメンタリー